# Darren Heath
Darren Heath (Reino Unido; 1970) es un fotógrafo de automovilismo especializado en Fórmula 1, conocido por su cobertura creativa y artística. Cubriendo todos los Grandes Premios, Heath trabaja con clientes editoriales y comerciales de todo el mundo.
También fue el fotógrafo jefe de la publicación anual de deportes de motor Autocourse para las ediciones 2003-04 y 2004-05.
Heath recibió una beca honoraria de la Royal Photographic Society en 2005. Estos se otorgan a personas distinguidas que tienen, por su posición o logros, una conexión íntima con la ciencia o las bellas artes de la fotografía o su aplicación.

## Primeros temprana
El abuelo de Heath era un corredor de pista de césped que compitió en eventos en Brands Hatch antes de que la pista fuera colocada y pavimentada con Tarmac.
Heath descubrió su pasión por la fotografía en su adolescencia utilizando una Kodak Instamatic 25 y pasó los fines de semana en el circuito de Kent, fotografiando diferentes monplazas. Heath comenzó como impresor junior en blanco y negro en Zooom Photographic en Fulham, Londres, y cubrió más de 35 carreras en el Reino Unido en 1988. El Gran Premio de Alemania de 1989 representó la primera participación de Heath en un Gran Premio extranjero.

### F1 Racing
Como fotógrafo principal de la revista F1 Racing de 1996 a 2007, Heath efectivamente –a través de su cobertura del deporte– se le atribuye haber cambiado la forma en que se fotografía la Fórmula 1, concentrándose en introducir un «sentimiento artístico» en la cobertura del deporte. Además de las bellas imágenes, a Heath también se le atribuye una de las noticias de F1 más sensacionales de los últimos tiempos. A finales de 1997, las fotografías de Heath revelaron un sistema de frenado independiente secreto utilizado por el equipo McLaren. Tomar una fotografía del espacio para los pies del monoplaza retirado de David Coulthard (en el Gran Premio de Luxemburgo de 1997) y fotografías de McLaren saliendo de las curvas con sus discos de freno traseros brillando (en el Gran Premio de Austria de 1997). El equipo utilizaba un segundo pedal de freno en una de las ruedas traseras, lo que permitía al piloto alterar el comportamiento del coche en las curvas. El sistema fue imitado por los equipos Williams y Jordan en la temporada siguiente. La sensible imagen de la cabina se publicó exclusivamente en F1 Racing en la edición de noviembre de ese año. Posteriormente, el dispositivo fue prohibido por el organismo rector de la Fórmula 1, la Federación Internacional del Automóvil (FIA).

### Presente
Heath continúa cubriendo cada ronda del Campeonato Mundial de F1 para una variedad de clientes que aportan técnicas contemporáneas a la cobertura de su evento.